# Nacimiento (Chili)
Nacimiento is een gemeente in de Chileense provincie Biobío in de regio Biobío. Nacimiento telde 26.315 inwoners in 2017 en heeft een oppervlakte van 935 km².